# Andreas Widhölzl
Andreas Widhölzl (* 14. října 1976, St. Johann, Rakousko), také Swida, je bývalý rakouský skokan na lyžích, světový mistr a olympijský vítěz. Je také vojákem rakouské armády. Je ženatý s Kathrin (* 1976) a má tři děti, které se jmenují Jana (* 1999), Noah (* 2001) a Elea (* 2004).
Widhölzl je členem SC Fieberbrunn. V letech 1991 a 1992 vyhrál Perauercup a s mužstvem Alpen-Cup v Predazzo. V letech 1992 a 1993 se zúčastnil svého prvního Světového poháru v skákání na lyžích a o rok později byl ve Světovém mistrovství juniorských týmů třetí.
Andreas Widhölzl byl druhý v sezóně 1999/2000, třetí v sezónách 1997/98 a 2002/03 v celkovém Světovém poháru a v sezónách 1999/2000 a 2005/2006 se stal světovým vicemistrem ve skákání na lyžích. Kromě toho vyhrál v sezóně 1999/2000 také Vierschanzentournee. Na Zimních olympijských hrách v roce 1998 získal bronzovou medaili na normální šanci i s družstvem a na Světovém mistrovství v nordickém lyžování 2005 získal zlato s družstvem na normální i velké šanci. Na Zimních olympijských hrách v Turíně 2006 získal společně se svými kolegy Thomasem Morgensternem, Martinem Kochem a Andreasem Koflerem zlatou medaili v souboji týmů.